# براورة (الضليعة)
'

تعديل مصدري - تعديل

براورة هي إحدى قرى عزلة الضليعة بمديرية الضليعة التابعة لمحافظة حضرموت، بلغ تعداد سكانها 313 نسمة حسب تعداد اليمن لعام 2004.